# Goose Pond Reservation
Goose Pond Reservation ist ein 112 Acres (45,3 ha) großes Naturschutzgebiet bei der Stadt Lee im Bundesstaat Massachusetts der Vereinigten Staaten, das von der Organisation The Trustees of Reservations verwaltet wird.

## Schutzgebiet
Das Areal wird geprägt von einer 0,25 mi (0,4 km) langen Felsküste, die entlang des gleichnamigen Stausees fast 300 ft (91,4 m) aufragt und damit eine maximale absolute Höhe von 1.753 ft (534,3 m) über dem Meeresspiegel erreicht. Der Bergsee und die umliegenden Wälder grenzen unmittelbar an vom National Park Service verwaltete Gebiete und werden vom Appalachian Trail durchquert. Da es keine angelegten oder ausgewiesenen Wanderwege gibt, ist das Fortkommen im Schutzgebiet teilweise beschwerlich.
Das Gelände des heutigen Schutzgebiets wurde den Trustees im Jahr 1986 geschenkt.